# Sanmenia
Sanmenia is een geslacht van spinnen uit de  familie van de Thomisidae (krabspinnen).

## Soorten
- Sanmenia gongshan (Yang, Zhu & Song, 2006)
- Sanmenia kohi (Ono, 1995)
- Sanmenia nigra (Tang, Griswold & Peng, 2009)
- Sanmenia tengchong (Tang, Griswold & Yin, 2009)
- Sanmenia zhengi (Ono & Song, 1986)